# Seabourn Venture
Die Seabourn Venture ist ein Kreuzfahrtschiff der Seabourn Cruise Line.

## Geschichte
Die Seabourn Venture ist das erste von zwei Schwesterschiffen, der Seabourn Venture und der Seabourn Pursuit. Beide Schiffe waren bei Mariotti Damen, einem Joint Venture aus der Damen Shipyards Group und T. Mariotti bestellt worden. Beide Schiffbauer beendeten jedoch im Februar 2019 ihre Zusammenarbeit.
Das Schiff wurde unter der Baunummer MAR172 auf der italienischen Werft T. Mariotti gebaut. Der Bau begann am 6. Juni 2019 mit dem ersten Stahlschnitt. Die Kiellegung auf der CIMAR-Werft in San Giorgio di Nogaro, die von T. Mariotti und dem Stahlbauunternehmen Cimolai gemeinsam betrieben wird, fand am 4. Dezember 2019, das Aufschwimmen im Baudock am 30. März 2021. Anfang April 2021 wurde der Rohbau zur Werft von T. Mariotti in Genua gebracht, wo das Schiff erneut trockengestellt wurde, um fertiggebaut und endausgerüstet zu werden. Das Aufschwimmen im Baudock in Genua erfolgte am 12. August 2021. Die Fertigstellung und Ablieferung des Schiffes war ursprünglich für das Jahr 2021 vorgesehen, wurde aber mehrfach verschoben. Als Grund für die Verzögerungen wurden insbesondere Schwierigkeiten im Zusammenhang mit der COVID-19-Pandemie wie Arbeitsunterbrechungen und Störungen der Lieferketten genannt. Die Ablieferung des Schiffes erfolgte schließlich am 29. Juni 2022. Das Schiff wurde im Juli 2022 in Dienst gestellt. Die Taufe des Schiffes fand am 20. November 2022 im Weddellmeer statt. Taufpatin war die US-amerikanische Bergsteigerin und Abenteurerin Alison Levine.
Das Schiff ist speziell für Expeditionskreuzfahrten gebaut und wird von der Reederei in den Polargebieten sowie in der Zeit zwischen den Saisons in den Polargebieten beispielsweise auch entlang der Küsten von Nord- und Südamerika und in Europa eingesetzt.

## Technische Daten und Ausstattung
Das Schiff wird dieselelektrisch durch zwei Elektromotoren mit jeweils 6000 kW Leistung, die jeweils eine Propellergondel angetrieben. Das Schiff ist mit drei elektrisch angetriebenen Bugstrahlrudern ausgestattet.
Das Schiff verfügt über zehn Decks, von denen acht für die Passagiere zugänglich sind. An Bord stehen 132 Kabinen für die Passagiere zur Verfügung, in denen 264 Passagiere untergebracht werden können. Die Kabinen befinden sich auf den Decks 5 bis 8. Alle Kabinen sind Außenkabinen mit eigenem Balkon.
Den Passagieren stehen unter anderem mehrere Restaurants, eine Cafeteria – der Raum wird abends als Tanzclub genutzt –, verschiedene Aufenthaltsräume einschließlich eines Saales, in dem Vorträge, Besprechungen und andere Programmpunkte für die Passagiere angeboten und abends Unterhaltungsprogramme angeboten werden, sowie ein Wellness- und Fitnesscenter zur Verfügung. Für Vorträge und Expeditionen fährt üblicherweise ein 26-köpfiges Expeditionsteam mit. Das Schiff ist mit 24 Festrumpfschlauchbooten, Kajaks und zwei kleinen U-Booten für jeweils sechs Passagiere ausgerüstet. Weiterhin stehen den Passagieren E-Bikes und Mountainbikes zur Verfügung.
Das Schiff ist mit Stabilisatoren ausgestattet. Der Rumpf des Schiffes ist eisverstärkt (Polarklasse PC6).